# Burni Bulat (berg i Indonesien, lat 4,26, long 97,05)
Burni Bulat är ett berg i Indonesien.   Det ligger i provinsen Aceh, i den västra delen av landet, 1 600 km nordväst om huvudstaden Jakarta. Toppen på Burni Bulat är 2 107 meter över havet.
Terrängen runt Burni Bulat är bergig söderut, men norrut är den kuperad.Runt Burni Bulat är det mycket glesbefolkat, med 4 invånare per kvadratkilometer. I omgivningarna runt Burni Bulat växer i huvudsak städsegrön lövskog.